# Torgny Sandström
Torgny Sandström, född 1950 i Gävle, är en svensk tyngdlyftare. Hans största seger är Nordiska Mästerskapen i tyngdlyftning.[när?] Han är även kroppsbyggare.